# Climacoptera minkvitziae
Climacoptera minkvitziae là loài thực vật có hoa thuộc họ Dền. Loài này được (Korovin) Botsch. mô tả khoa học đầu tiên năm 1956.